# Simon Baker (Leichtathlet)
Simon Baker (Simon Francis Baker; * 6. Februar 1958 in Melbourne) ist ein ehemaliger australischer Geher.
Im 20-km-Gehen kam er bei den Weltmeisterschaften 1983 in Helsinki auf Platz 29 und bei den Olympischen Spielen 1984 in Los Angeles auf Platz 14.
1986 siegte er bei den Commonwealth Games in Edinburgh im 30-km-Gehen. Nach einem 24. Platz über 20 km bei den Weltmeisterschaften 1987 in Rom wurde er bei den Olympischen Spielen 1988 in Seoul Sechster im 50-km-Gehen und Elfter im 20-km-Gehen. Jeweils Siebter wurde er bei den Hallenweltmeisterschaften 1989 in Budapest im 5000-Meter-Gehen und bei den Commonwealth Games 1990 in Auckland im 30-km-Gehen.
Bei den Weltmeisterschaften 1991 in Tokio erreichte er über 50 km nicht das Ziel. Über dieselbe Distanz belegte er bei den Olympischen Spielen 1992 in Barcelona Rang 19 und bei den Weltmeisterschaften 1993 in Stuttgart Rang 14. Bei den Commonwealth Games 1994 in Victoria wurde er Sechster über 30 km. 1996 wurde er beim 50-km-Gehen der Olympischen Spiele in Atlanta disqualifiziert.
Zweimal wurde er Australischer Meister im 5000-Meter-Gehen (1988, 1989), zweimal im 20-km-Gehen (1985, 1988) und einmal im 50-km-Gehen (1989).

## Bestzeiten
- 20 km Gehen: 1:21:19 h, 27. August 1988, Canberra
- 50 km Gehen: 3:43:13 h, 28. Mai 1989, L’Hospitalet de Llobregat